# Antigua og Barbudas monarki
Antigua og Barbudas monarki er en statsform, hvor rollen som Antigua og Barbudas statsoverhoved indehaves af en monark, der i det daglige er repræsenteret ved en generalguvernør, og hvor stillingen som statsoverhovede går i arv inden for den kongelige familie. Monarkiet blev oprettet, da Antigua og Barbuda opnåede fuld uafhængighed fra Storbritannien den 1. november 1981. Den nuværende monark er Kong Charles 3., der har været regent siden 8. september 2022.
Ifølge Antigua og Barbudas forfatning er monarkens magt overdraget til Antigua og Barbudas generalguvernør, som er udnævnt af monarken efter indstilling fra Antigua og Barbudas premierminister. I alle anliggender vedrørende Antigua og Barbuda handler monarken i overensstemmelse med den antiguanske regering.

## Monarker
- 1981 – 2022: Elizabeth 2., med titlen Elizabeth 2., af Guds Nåde, dronning af Antigua og Barbuda og hendes andre riger og territorier, overhoved for Statssamfundet (engelsk: Elizabeth the Second, by the Grace of God, Queen of Antigua and Barbuda and Her other Realms and Territories, Head of the Commonwealth).
- siden 2022: Charles 3., med titlen Charles 3., af Guds Nåde, konge af Antigua og Barbuda og hans andre riger og territorier, overhoved for Statssamfundet (engelsk: Charles the Third, by the Grace of God, King of Antigua and Barbuda and His other Realms and Territories, Head of the Commonwealth).